# Шилі (Наурзумський район)
Шилі́ (каз. Шилі) — село у складі Наурзумського району Костанайської області Казахстану. Адміністративний центр та єдиний населений пункт Шилинського сільського округу.
Населення — 599 осіб (2021; 697 у 2009, 1143 у 1999, 1604 у 1989).